# لوکاش کاژیویچ
لوکاش کاژیویچ (انگلیسی: Łukasz Kadziewicz؛ زادهٔ ۲۰ سپتامبر ۱۹۸۰) بازیکن والیبال اهل لهستان عضو باشگاه کوپرم لوبین و عضو سابق تیم ملی لهستان در سال‌های ۲۰۰۱ تا ۲۰۰۹ است.